# Теплицька селищна рада
Те́плицька се́лищна ра́да — адміністративно-територіальна одиниця та орган місцевого самоврядування в Гайсинському районі Вінницької області. Адміністративний центр — селище Теплик.

## Загальні відомості
Теплицька селищна рада утворена в 1928 році.
- Територія громади: 458.98 км²
- Населення громади: 17 566 особи (станом на 1 січня 2020 року)
- Територією ради протікає річка Тепличка

## Населені пункти
Селищній раді підпорядковані населені пункти:
- селище Теплик
- село Бджільна
- село Важне
- село Веселівка
- село Залужжя
- село Іванів
- село Кам’янки
- село Карабелівка
- село Кизими
- село Кожухівка
- село Комарівка
- село Костюківка
- село Лозовата
- село Мала Мочулка
- село Марківка
- село Мишарівка
- село Погоріла
- село Пологи
- село Розкошівка
- село Росоша
- село Саша
- село Сокиряни
- село Степанівка
- село Стражгород
- село Удич
- село Червона Долина
- село Червоний кут
- село Шевченківка
- поселення Кублич
- поселення Привітне
- поселення Розкошівка

## Склад ради
Рада складається з 26 депутатів та голови.
- Голова ради: Трамбовецький Руслан Іванович
- Секретар ради: Сторожук Оксана Леонідівна

### Керівний склад попередніх скликань
| Прізвище, ім'я, по батькові   | Основні відомості                                                                     | Дата обрання | Дата звільнення |
| ----------------------------- | ------------------------------------------------------------------------------------- | ------------ | --------------- |
| Рудницький Михайло Йосипович  | Селищний голова, 1950 року народження, безпартійний                                   | 26.03.2006   | 31.10.2010      |
| Вольський Григорій Петрович   | Селищний голова, 1959 року народження, освіта вища, член Комуністичної партії України | 31.10.2010   |                 |
| Трамбовецький Руслан Іванович | Селищний голова                                                                       |              |                 |

Примітка: таблиця складена за даними сайту Верховної Ради України

### Депутати
За результатами місцевих виборів 2010 року депутатами ради стали:

#### За суб'єктами висування
| Суб'єкт висування                 | Кількість обраних депутатів | %    |
| --------------------------------- | --------------------------- | ---- |
| Самовисування                     | 16                          | 53,3 |
| Партія регіонів                   | 9                           | 30   |
| Народна партія                    | 2                           | 6,7  |
| Політична партія «Нова політика»  | 2                           | 6,7  |
| Українська республіканська партія | 1                           | 3,3  |

#### За округами
| № округу                          | Прізвище, ім'я, по батькові       | Дата визнання обраним | Освіта           | Партійна приналежність                         | Відомості про обраного депутата                                                 |
| --------------------------------- | --------------------------------- | --------------------- | ---------------- | ---------------------------------------------- | ------------------------------------------------------------------------------- |
| Народна Партія                    |                                   |                       |                  |                                                |                                                                                 |
| 25                                | Бабій Сергій Анатолійович         | 05.11.2010            | вища             | член Народної партії                           | Теплицький міжгосподарський комбінат хлібопродуктів, головний інженер           |
| 27                                | Пастушенко Наталія Олександрівна  | 05.11.2010            | вища             | член Народної партії                           | приватний підприємець                                                           |
| Партія регіонів                   |                                   |                       |                  |                                                |                                                                                 |
| 2                                 | Дзюня Вадим Петрович              | 05.11.2010            | вища             | член Партії регіонів                           | Теплицька загальноосвітня школа I-III ст., вчитель                              |
| 4                                 | Шевчук Галина Василівна           | 05.11.2010            | вища             | член Партії регіонів                           | Теплицька ЦРЛ, завідувачка поліклінічного відділення                            |
| 5                                 | Паламарчук Микола Федорович       | 05.11.2010            | вища             | член Партії регіонів                           | районний будинок культури, директор                                             |
| 6                                 | Червінчук Олег Сергійович         | 05.11.2010            | вища             | член Партії регіонів                           | Теплицькі електричні мережі ВАТ «АК Вінницяобленерго», інспектор                |
| 9                                 | Шандурська Алла Анатоліївна       | 05.11.2010            | вища             | член Партії регіонів                           | Теплицька селищна рада, землевпорядник                                          |
| 11                                | Москальчук Микола Миколайович     | 05.11.2010            | середня          | член Партії регіонів                           | тимчасово не працює                                                             |
| 13                                | Болдирева Наталія Андріївна       | 05.11.2010            | вища             | член Партії регіонів                           | відділ культури Теплицької РДА, головний спеціаліст                             |
| 17                                | Збрицький Микола Васильович       | 20.01.2011            | незакінчена вища | член Партії регіонів                           | приватний підприємець                                                           |
| 18                                | Бичок Дмитро Михайлович           | 05.11.2010            | вища             | член Партії регіонів                           | Центральне статистичне управління, економіст                                    |
| Політична партія «Нова політика»  |                                   |                       |                  |                                                |                                                                                 |
| 20                                | Воловодівський Сергій Олексійович | 05.11.2010            | вища             | член Політичної партії «Нова політика»         | Теплицький районний центр зайнятості, начальник відділу                         |
| 24                                | Войтовська Алла Володимирівна     | 05.11.2010            | вища             | член Політичної партії «Нова політика»         | відділ освіти Теплицької РДА, практичний психологом                             |
| Українська республіканська партія |                                   |                       |                  |                                                |                                                                                 |
| 12                                | Обідник Тетяна Олексіївна         | 05.11.2010            | вища             | позапартійна                                   | приватний підприємець                                                           |
| Самовисування                     |                                   |                       |                  |                                                |                                                                                 |
| 1                                 | Базалук Валентина Миколаївна      | 20.01.2011            | вища             | позапартійна                                   | Теплицьке районне управління юстиції, начальник відділу                         |
| 3                                 | Кураш Теодор Володимирович        | 05.11.2010            | вища             | позапартійний                                  | Теплицькі електричні мережі ВАТ «АК Вінницяобленерго», юрисконсульт             |
| 7                                 | Хлопотін Володимир Миколайович    | 05.11.2010            | вища             | член Політичної партії «Фронт Змін»            | пенсіонер                                                                       |
| 8                                 | Воробйов Віктор Олексійович       | 05.11.2010            | вища             | позапартійний                                  | АНК «Теплик», голова правління                                                  |
| 10                                | Пшенична Людмила Сергіївна        | 05.11.2010            | вища             | позапартійна                                   | Теплицька загальноосвітня школа I-III ст. № 11, директор                        |
| 14                                | Дяченко Юлія Федорівна            | 20.01.2011            | незакінчена вища | позапартійна                                   | пенсіонер                                                                       |
| 15                                | Польовий Олександр Дмитрович      | 05.11.2010            | вища             | член Комуністичної партії України              | МКП «Індустрія», директор                                                       |
| 16                                | Гарбуз Раїса Василівна            | 05.11.2010            | вища             | позапартійна                                   | пенсіонер                                                                       |
| 19                                | Щиголь Наталія Василівна          | 05.11.2010            | вища             | позапартійна                                   | Теплицьке управління праці та соціального захисту населення, головний бухгалтер |
| 21                                | Гевко Олександр Борисович         | 05.11.2010            | вища             | позапартійний                                  | приватний підприємець                                                           |
| 22                                | Дімітрова Олена Михайлівна        | 20.01.2011            | вища             | член Партії регіонів                           | тимчасово не працює                                                             |
| 23                                | Руденко Володимир Якович          | 05.11.2010            | вища             | член Народного Руху України                    | Теплицька ДЮСШ, викладач                                                        |
| 26                                | Верзун Пилип Павлович             | 05.11.2010            | вища             | член Партії промисловців і підприємців України | приватний підприємець                                                           |
| 28                                | Сокотнюк Вадим Ігорович           | 05.11.2010            | вища             | член Політичної партії «Наша Україна»          | Теплицька ДЮСШ                                                                  |
| 29                                | Безносюк Володимир Васильович     | 05.11.2010            | вища             | позапартійний                                  | тимчасово не працює                                                             |
| 30                                | Покропивний Анатолій Петрович     | 05.11.2010            | вища             | член Всеукраїнського об'єднання «Батьківщина»  | Теплицький професійний аграрний ліцей, викладач                                 |